# 메인만

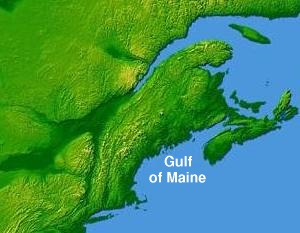
메인 만

메인만(Gulf of Maine)은 북아메리카 북동쪽의 대서양 연안에 있는 만이다.